# Związek Narodowy Polski

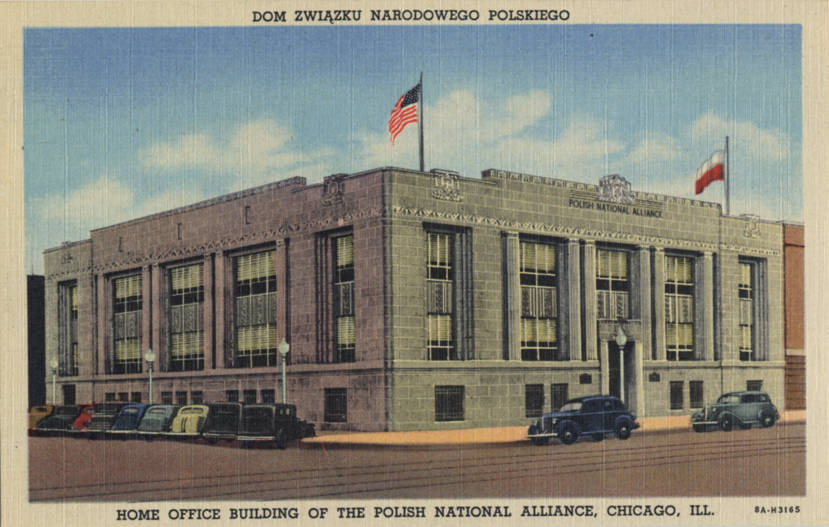
Siedziba związku w Chicago (1938)

Związek Narodowy Polski w Stanach Zjednoczonych (ang. Polish National Alliance) – największa i jedna z najstarszych organizacji polonijnych w Stanach Zjednoczonych, założona 14 (lub 15) lutego 1880 roku w Filadelfii.

## Historia
ZNP powstał z inicjatywy Agatona Gillera, który z Rapperswilu rozesłał do kilku pism polskich wychodzących na Zachodzie list zwracający uwagę na uchodźców polskich w USA, którzy wprawdzie dość liczni, ale rozrzuceni na ogromnym obszarze, nie mieli żadnego wpływu na kształtowanie polityki w kwestii odrodzenia Polski. Myśl Gillera podjął Julian Andrzejkowicz, zamożny imigrant mieszkający w Filadelfii. Na apel Andrzejkowicza odpowiedział Władysław Dyniewicz, wydawca i redaktor ukazującej się w Chicago „Gazety Polskiej”, a jednocześnie czynny działacz organizacji „Gmina Polska” w tym mieście. Przy jego pomocy 18 podobnych organizacji nawiązało rozmowy zjednoczeniowe, w wyniku których powstał ZNP. Na jego czele stanął Julian Andrzejkowicz. 
Warunki bytowe imigrantów były ciężkie. Ciężka praca po 10–12 godzin dziennie wyniszczała ludzkie organizmy. Śmiertelność była duża. Gdy imigrant zmarł, krewni i znajomi zbierali datki na pokrycie kosztów pogrzebu. Nie istniały tanie ubezpieczenia zdrowotne ani zapomogi dla bezrobotnych. Dlatego też ZNP w pierwszym rzędzie stał się organizacją ubezpieczeniową, wspomagającą rodziny zmarłych; do dzisiaj warunkiem wstąpienia do ZNP jest wykupienie ubezpieczenia na życie. Obok tanich ubezpieczeń powstał również fundusz z dochodów z oprocentowania polis członkowskich. Po pokryciu wydatków na administrację pozostawała wciąż rosnąca kwota przeznaczana na cele społeczne. 
ZNP powołał do życia szereg instytucji wydawniczych i oświatowych. Od 1912 do 1987 roku był właścicielem wyższej uczelni - Alliance College – w Cambridge Springs. Związek założył  Bibliotekę Polską w Chicago, Dom Emigranta w Nowym Jorku. W 1910 roku z inicjatywy Związku wzniesiono pomnik Tadeusza Kościuszki w Waszyngtonie. 
W latach 1912–1914 wspierał finansowo działalność  Komisji Tymczasowej Skonfederowanych Stronnictw Niepodległościowych. W czasie I wojny światowej współpracował z Ligą Narodową i Komitetem Narodowym Polskim w Paryżu. W czasie II wojny światowej wspierał działania Rządu RP na uchodźstwie. W 1944 roku współtworzył Kongres Polonii Amerykańskiej. W 1968 roku wystąpił do Kongresu Stanów Zjednoczonych o uznanie granic na Odrze i Nysie Łużyckiej. W 1971 roku monitował o wszczęcie śledztwa w sprawie zbrodni katyńskiej.  
Od końca XIX wieku ZNP jest największą polską organizacją samopomocy w USA z majątkiem obliczanym na ponad 0,5 mld dolarów, zgromadzonym z działalności ubezpieczeniowej, wpływów z własnego banku oraz mediów, jak np. „Dziennik Związkowy”. 
Władzę prawodawczą w ZNP sprawuje Sejm Związkowy odbywany co 4 lata, wykonawczą zaś Zarząd z prezesem ZNP na czele oraz Rada Dyrektorów. Kontrolę w organizacji sprawuje cenzor ZNP, który odpowiada jedynie przed Sejmem Związkowym. ZNP posiada własne pismo – darmowy dwutygodnik „Zgoda”, docierający do wszystkich członków ZNP. Redaktorem naczelnym pisma w latach 1985–2008 był dr Wojciech Wierzewski. 
Po śmierci prezesa ZNP Edwarda Moskala w czerwcu 2005 roku w Filadelfii zebrał się nadzwyczajny Sejm Związkowy, który wybrał na pozostałą część kadencji dotychczasowego sekretarza Związku Franciszka Spulę.